# Салето (Болоња)
Салето (итал. Saletto) је насеље у Италији у округу Болоња, региону Емилија-Ромања.
Према процени из 2011. у насељу је живело 242 становника. Насеље се налази на надморској висини од 10 м.